# Black Label Society
Black Label Society es una banda estadounidense de metal proveniente de Los Ángeles, California (USA), formada por el guitarrista Zakk Wylde en 1998 bajo el nombre inicial de Hell's Kitchen. A la fecha la banda ha publicado 12 álbumes de estudio, dos discos en vivo, dos compilados, y tres DVDs.

## Historia

### Formación ySonic Brew(1998-1999)
A principios de la década de 1990, el guitarrista Zakk Wylde formaba parte de la banda Pride & Glory. Después de publicar un álbum de estudio, la banda se disolvió en 1994. Wylde grabó un álbum solista acústico titulado Book of Shadows en 1996. Tras el poco éxito del álbum en solitario, Wylde y el baterista Phil Ondich grabaron lo que posteriormente sería el álbum debut de Black Label Society, Sonic Brew, junto con el guitarrista Nick Catanese y el bajista John DeServio. Sonic Brew fue grabado en Japón en octubre de 1998 y salió a la venta en mayo de 1999.

### Cambios en la alineación y nuevos lanzamientos (1999-2007)
El segundo álbum de la banda, Stronger Than Death, fue grabado en el año 2000. John DeServio fue sustituido por Steve Gibb y en junio del mismo año Phil Ondich fue sustituido por Craig Nunenmacher para el álbum en vivo Alcohol Fueled Brewtality Live +5; seguido de 1919 Eternal en 2002. Steve Gibb fue temporalmente sustituido por Mike Inez durante el festival Ozzfest de 2001 y al año siguiente su sustituto fue Robert Trujillo.
En el 2003, Trujillo se unió a Metallica. Inez regresó a la banda para la grabación del álbum The Blessed Hellride y en 2004 se unió como bajista James LoMenzo para la grabación de Hangover Music Vol. VI, último álbum bajo el sello discográfico Spitfire Records.
En el año 2005 y bajo el sello Artemis Records la banda grabó el álbum Mafia. En octubre James LoMenzo dejó la agrupación y varios meses después se unió a Megadeth, siendo reemplazado en Black Label Society por el bajista original John DeServio. En el 2006, la banda firmó un contrato con Roadrunner Records para la publicación del álbum Shot to Hell.

### 2007 - actualidad

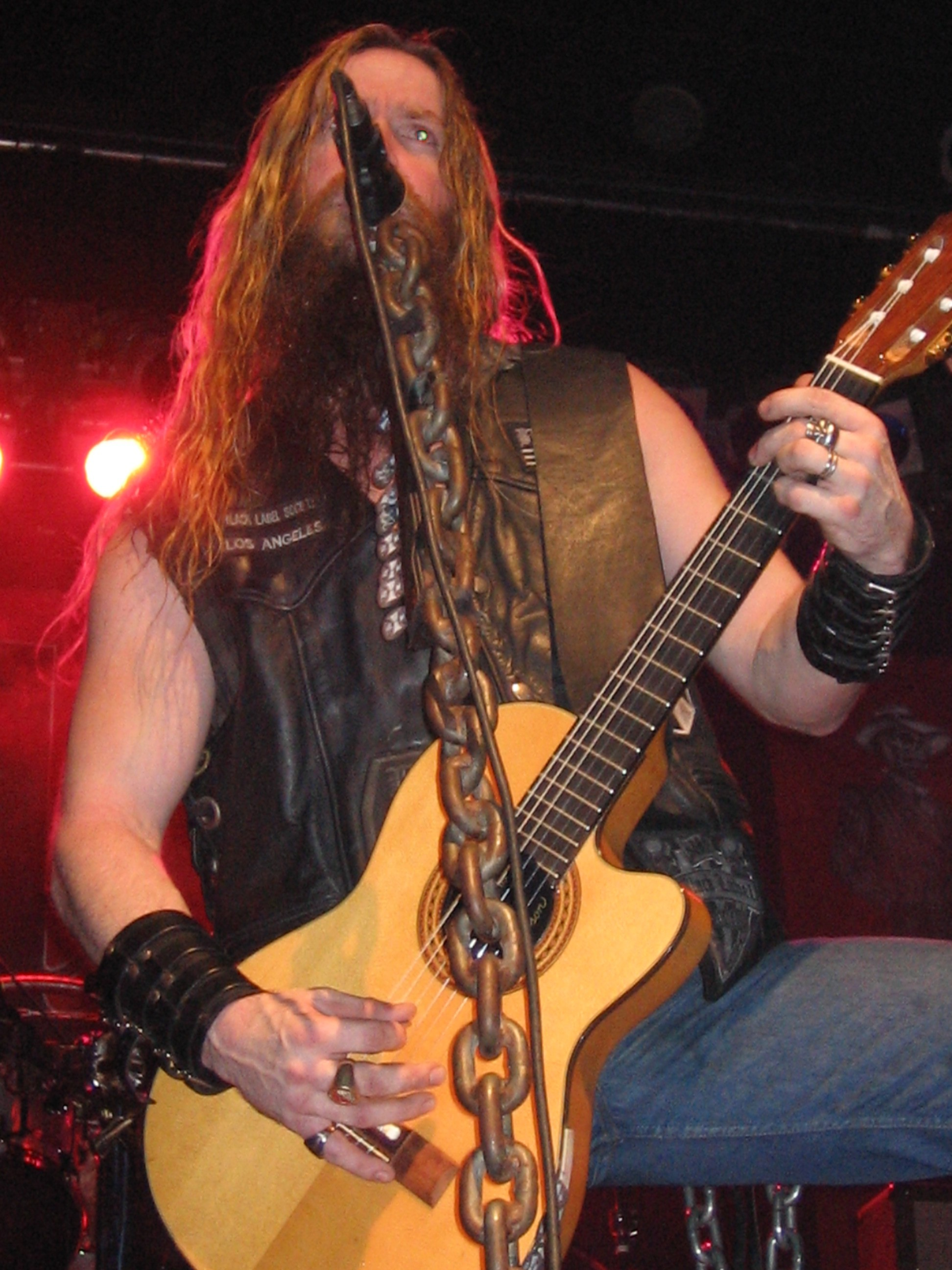
Zakk Wylde con Black Label Society en 2005.

En julio de 2007 DeServio y Catanese both iniciaron nuevos proyectos mientras Zakk Wylde se encontraba de gira con Ozzy Osbourne. DeServio fundó la banda Cycle of Pain (C.O.P) y Catanese se embarcó en un proyecto denominado Speed X junto a Mike Stone de Queensrÿche. El baterista Craig Nunenmacher abandonó Black Label Society en 2010 y fue reemplazado por Will Hunt (de Dark New Day y Evanescence).
El 10 de agosto de 2010 fue publicado el octavo álbum de estudio de la banda, titulado Order of the Black. El disco logró posicionarse en la cuarta casilla de la lista de éxitos Billboard 200. El año siguiente la banda salió de gira para promocionar el disco, iniciando en Portland, Oregón compartiendo escenario con Children of Bodom y Clutch. Ese mismo año Will Hunt dejó la banda para unirse a Evanescence y el baterista de Danzig, Johnny Kelly lo reemplazó para finalizar la gira.
Black Label Society publicó The Song Remains Not the Same el 3 de mayo bajo el sello Entertainment One Music. El disco consta de versiones acústicas del álbum Order of the Black y de material inédito grabado durante las sesiones del mismo disco. El 14 de septiembre Zakk Wylde anunció la llegada de Chad Szeliga como nuevo baterista de la banda.
El 24 de septiembre de 2013 fue publicado un DVD titulado Unblackened, grabado durante un recital brindado en el Club Nokia el 6 de marzo de 2013. El 8 de abril de 2014 el álbum Catacombs of the Black Vatican fue publicado por la discográfica eOne Music en los Estados Unidos y por Mascot Records en Europa.

## Miembros

### Actuales
- Zakk Wylde - guitarra líder, voz, piano (1998-presente)
- John DeServio - bajo, coros (1999, 2005-presente)
- Dario Lorina - guitarra rítmica, coros (2013-presente)
- Jeff Fabb - batería (2014-presente)

### Anteriores
- Chad Szeliga - batería (2011- 2014)
- Nick Catanese - guitarra rítmica (1998- 2013)
- Phil Ondich - batería (1998-2000)
- Steve Gibb - bajo (2000-2001)
- Mike Inez - bajo (1999, 2001, 2003)
- Robert Trujillo - bajo (2002)
- James LoMenzo - bajo (2004-2005)
- Craig Nunenmacher - Batería (2000-2010)
- Will Hunt - batería (2010-2011)

### Colaboraciones
- Christian Werr - batería en 1919 Eternal
- Frey Theiler - bajo en Ozzfest 2001
- Ozzy Osbourne - voz en «Stillborn»
- Mike Piazza - voz en «Stronger Than Death»

## Discografía

### Álbumes de estudio
- Sonic Brew - (1999) - Spitfire Records
- Stronger Than Death - (2000) - Spitfire Records
- 1919 Eternal - (2002) - Spitfire Records
- The Blessed Hellride - (2003) - Spitfire Records
- Hangover Music Vol. VI - (2004) - Spitfire Records
- Mafia - (2005) - Artemis Records
- Shot to Hell - (2006) - Roadrunner Records
- Order Of The Black - (2010) - E1 Music
- The Song Remains Not the Same - (2011) - E1 Music
- Catacombs of the Black Vatican - (2014) - E1 Music
- Grimmest Hits - (2018) - E1 Music
- Doom Crew Inc. - (2021) - Spinefarm Records

### Álbumes en vivo y compilaciones
- Alcohol Fueled Brewtality - (2001) - Spitfire Records
- Kings of Damnation 98-04 - (2005) - Spitfire Records
- Skullage - (2009) - Armoury Records
- Unblackened (2013) - E1 Music

### E. P.
- No More Tears (EP) - (1999) - Spitfire Records

### Sencillos
| Año  | Sencillo                               | Posición        | Posición            | Posición                | Posición    | Álbum                             |
| Año  | Sencillo                               | EE. UU. Hot 100 | EE. UU. Modern Rock | EE. UU. Mainstream Rock | Reino Unido | Álbum                             |
| ---- | -------------------------------------- | --------------- | ------------------- | ----------------------- | ----------- | --------------------------------- |
| 1999 | "Bored To Tears"                       | -               | -                   | -                       | -           | Sonic Brew                        |
| 1999 | "Born To Lose"                         | -               | -                   | -                       | -           | Sonic Brew                        |
| 1999 | "No More Tears"                        | -               | -                   | -                       | -           | Compilation E.P.                  |
| 2000 | "Counterfeit God"                      | -               | -                   | -                       | -           | Stronger Than Death               |
| 2000 | "All For You"                          | -               | -                   | -                       | -           | Stronger Than Death               |
| 2001 | "Like A Bird"                          | -               | -                   | -                       | -           | Alcohol Fueled Brewtality Live +5 |
| 2002 | "Bleed for Me"                         | -               | -                   | -                       | -           | 1919 Eternal                      |
| 2002 | "Bridge To Cross" / "Demise Of Sanity" | -               | -                   | -                       | -           | 1919 Eternal                      |
| 2003 | "Stillborn"                            | -               | -                   | 12                      | -           | The Blessed Hellride              |
| 2003 | "The Blessed Hellride"                 | -               | -                   | -                       | -           | The Blessed Hellride              |
| 2004 | "House of Doom"                        | -               | -                   | 33                      | -           | Hangover Music, Vol. 6            |
| 2005 | "Suicide Messiah"                      | -               | -                   | 24                      | -           | Mafia                             |
| 2005 | "Fire It Up"                           | -               | -                   | 35                      | -           | Mafia                             |
| 2005 | "In This River"                        | -               | -                   | 33                      | -           | Mafia                             |
| 2006 | "Concrete Jungle"                      | -               | -                   | 29                      | -           | Shot to Hell                      |
| 2007 | "Blood Is Thicker Than Water"          | -               | -                   | 31                      | -           | Shot to Hell                      |
| 2010 | "Parade of the Dead"                   | -               | -                   | -                       | -           | Order of The Black                |

Fuente: Allmusic

### DVD
- Boozed, Broozed, and Broken-Boned (2003)
- The European Invasion - Doom Troopin' Live (2006)
- Skullage (2009)
- Unblackened (2013)